# 前649年
| 千纪： | 前1千纪 |
| 世纪： | 前8世纪 \| 前7世纪 \| 前6世纪 |
| 年代： | 前670年代 \| 前660年代 \| 前650年代 \| 前640年代 \| 前630年代 \| 前620年代 \| 前610年代                                                                                             |
| 年份： | 前654年 \| 前653年 \| 前652年 \| 前651年 \| 前650年 \| 前649年 \| 前648年 \| 前647年 \| 前646年 \| 前645年 \| 前644年                                                               |
| 纪年： | 周襄王三年 魯僖公十一年 齊桓公三十七年 晉惠公二年 秦穆公十一年 宋襄公二年 楚成王二十三年 衛文公十一年 陳宣公四十四年 蔡穆侯二十六年 曹共公四年 郑文公二十四年 燕襄公九年 杞成公六年 |

## 大事记
- 王子帶召揚邑、拒邑、泉邑、皋邑戎人以及伊、雒之戎一同討伐京師，攻入王城，焚燒東門。秦穆公和晉惠公討伐戎人來救周。
- 沙马什·舒姆·乌金領導的起義被亚述人鎮壓